# Ommatius litoreus
Ommatius litoreus är en tvåvingeart som beskrevs av Scarbrough och Marascia 2003. Ommatius litoreus ingår i släktet Ommatius och familjen rovflugor.
Artens utbredningsområde är Kenya. Inga underarter finns listade i Catalogue of Life.